# Brita Hörlin
Brita Hörlin, folkbokförd Britta Hörlin, född 2 april 1893 i Jakobs församling i Stockholm, död 17 juni 1982 i Kungsholms församling i Stockholm, var en svensk skulptör.
Brita Hörlin var dotter till Hugo Hörlin och teckningsläraren Agnes Nilson Dag (1865–1939). Hon utbildade sig på Högre konstindustriella skolan i Stockholm, i Paris och i Italien. Hon har bland annat utfört stuckarbeten i trapphallar i bostadsfastigheter i Stockholm. Hörlin är representerad vid bland annat Nationalmuseum i Stockholm.

## Offentliga verk i urval
- Den förlorade sonen, väggtextil, 1955, i Häggvikskolan i Sollentuna (tillsammans med Dagny Bohlin)
- Babianen, brons, 1978, vid friluftsscenen på Långholmen i Stockholm
- Skulptur, målad betong, på gården till Alströmergatan 32 i Stockholm